# 中国人民解放军第4724工厂
中国人民解放军第4723工厂，又称上海海鹰机械厂，位于中华人民共和国上海市静安区上海大场机场附近，直属中国人民解放军海军装备部，是海军装备部直属的唯一飞机大修厂，负责海军航空兵四大系列飞机大修、改装与研究。工厂职工数超过1700人。